# Међица
Међица, или перинеум (лат. perineum), простор је између ануса и мошница код мушкараца и ануса и стиднице код жена. Међица је регија тијела између препонског лука и тртичне кости, укључујући тијело међице и околне структуре. Постоји неколико варијација о дефиницији граница. Перианусно подручје (перианус) дио је међице.
Међица је ерогена зона и код мушкараца и жена. Перинеална суза и епизиотомија се често јављају приликом првог порођаја, али ризик од ових повреда се може смањити припремом међице, често масажом. Ријеч perineum дошла је из каснолатинског, а настала је од грчких ријечи perineos perinaeon, peri-, што значи „око, около”, и + inein, што значи „испразнити, дефецирати”.